# Culladia albimedialis
Culladia albimedialis là một loài bướm đêm trong họ Crambidae.